# Премия TVyNovelas за лучшую женскую роль — открытие
Премия TVyNovelas за лучшую женскую роль — открытие  (исп. Mejor actriz revelación) — престижная ежегодная награда в рамках премии TVyNovelas, присуждаемая актрисам, исполнивших особо выдающуюся роль в теленовеллах производства компании Televisa. Обычно на награду в этой номинации выдвигаются актрисы только один единственный раз за всю их актёрскую карьеру. Исключением стала актриса Анхелика Ривера.
Данная номинация входила в 11 первых номинаций премии TVyNovelas в 1983 году. За годы существования премии данная номинация то включалась, то исключалась из списка актуальных. Так, премия в данной номинации вручалась в следующие годы: 1983—2004, 2008—2013, 2016—2017. В настоящее время номинация является не актуальной.
Первой победительницей в номинации страла Лаура Флорес, за роль в теленовелле «Право на рождение».

## Номинанты и победители
В списке приведены сведения о номинантках и победительницах, сгруппированные по церемониям (годам) и десятилетиям. В таблицы включены имена актрис и названия теленовелл, за которые получена номинация.
Победительницы каждого года указаны первыми в списке, выделены полужирным шрифтом на золотом фоне.

### 1980-е
| Год  | Актриса             | Название теленовеллы |
| ---- | ------------------- | -------------------- |
| 1983 | Лаура Флорес        | Право на рождение    |
| 1983 | Летисия Пердигон    | Жить влюбленной      |
| 1983 | Ольга Брискин       | На краю радуги       |
| 1984 | Хульета Эгуррола    | Свадьбы ненависти    |
| 1984 | Эрика Буэнфиль      | Проклятие            |
| 1985 | Анна Сильветти      | Страстная Исабела    |
| 1985 | Габриэла Руффо      | Предательство        |
| 1985 | Летисия Кальдерон   | Амалия Батиста       |
| 1986 | Офелия Кано         | Единокровка          |
| 1986 | Кристина Пеньялверт | Падший ангел         |
| 1986 | Хакаранда Альфаро   | Единокровка          |
| 1986 | Оливия Коллинс      | Анхелика             |
| 1987 | Габриэла Риверо     | Секретная тропа      |
| 1987 | Алехандра Валос     | Падре Гальо          |
| 1987 | Клаудия Рамирес     | Чёрный список        |
| 1987 | Роса Мария Бьянчи   | Волчье логово        |
| 1988 | Тали́я               | Пятнадцатилетняя     |
| 1988 | Синтия Клитбо       | Болезненное молчание |
| 1988 | Флор Трухильо       | Виктория             |
| 1989 | Эльвира Монселл     | Любовь в тишине      |
| 1989 | Сесилия Габриэла    | Грех Оюки            |
| 1989 | Лола Мерино         | Страсть и власть     |

### 1990-е
| Год  | Актриса            | Название теленовеллы          |
| ---- | ------------------ | ----------------------------- |
| 1990 | Сальма Хайек       | Тереса                        |
| 1990 | Шанталь Андере     | Сладкое желание               |
| 1990 | Джина Моретт       | Моя вторая мама               |
| 1991 | Мариана Гарса      | Дотянуться до звезды          |
| 1991 | Алехандра Прокуна  | Пепел и алмазы                |
| 1991 | Анхелика Рувалкаба | Дотянуться до звезды          |
| 1991 | Габриэла Ассель    | Сила любви                    |
| 1991 | Паола Очоа         | Моя маленькая Соледад         |
| 1992 | Тьяре Сканда       | Девчушки                      |
| 1992 | Кейт дель Кастильо | Девчушки                      |
| 1992 | Марсела Паес       | Цепи горечи                   |
| 1993 | Иоланда Андраде    | Тайные намерения              |
| 1993 | Ники Монделлини    | Мария Мерседес                |
| 1993 | Паулина Рубио      | Потанцуй со мной              |
| 1994 | Ана Кольчеро       | Дикое сердце                  |
| 1994 | Анхелика Ривера    | Мечта о любви                 |
| 1994 | Иоланда Вентура    | Дикое сердце                  |
| 1995 | Наталия Эсперон    | Розовые шнурки                |
| 1995 | Клаудия Сильва     | Начать сначала                |
| 1995 | Иран Кастильо      | Розовые шнурки                |
| 1996 | Анхелика Ривера    | Хозяйка                       |
| 1996 | Майте Эмбил        | Голубка                       |
| 1996 | Патрисия Мантерола | Акапулько, тело и душа        |
| 1997 | Патрисия Навидад   | В плену страсти               |
| 1997 | Нора Салинас       | Лучшие школьные друзья        |
| 1998 | Барбара Мори       | Свет женских глаз             |
| 1998 | Эухенио Каудуро    | Однажды у нас вырастут крылья |
| 1998 | Паола Отеро        | Мария Исабель                 |
| 1999 | Сабин Муссье       | Привилегия любить             |
| 1999 | Арасели Арамбула   | Мечтательницы                 |

### 2000-е
| Год  | Актриса             | Название теленовеллы       |
| ---- | ------------------- | -------------------------- |
| 2000 | Анаи                | Обманутые женщины          |
| 2000 | Мариана Сеоане      | Цыганская любовь           |
| 2001 | Ана Лаевска         | Первая любовь              |
| 2001 | Белинда             | Друзья навсегда!           |
| 2001 | Монтсеррат Оливье   | Рамона                     |
| 2002 | Сусана Гонсалес     | Между любовью и ненавистью |
| 2002 | Андреа Торре        | Рожденный без греха        |
| 2002 | Анхелика Вале       | Подруги и соперницы        |
| 2003 | Майрин Вильянуэва   | Моя любимая девочка        |
| 2003 | Мануэла Имас        | Дороги любви               |
| 2003 | Шерлин              | Класс 406                  |
| 2004 | Жаклин Бракамонтес  | Дом с привидениями         |
| 2004 | Алессандра Росальдо | Мой грех – в любви к тебе  |
| 2004 | Кика Эдгар          | Стань звездой!             |
| 2008 | Эйса Гонсалес       | Лола: Давным-давно         |
| 2008 | Ариадне Диас        | Девочки, как вы            |
| 2008 | Глория Сьерра       | Девочки, как вы            |
| 2009 | Сурия Вега          | Железная душа              |
| 2009 | Альтаир Харабо      | К чёрту красавцев          |
| 2009 | Лили Горет          | Клянусь, что люблю         |
| 2009 | Виолета Исфель      | Дуракам в раю не место     |

### 2010-е
| Год  | Актриса                  | Название теленовеллы               |
| ---- | ------------------------ | ---------------------------------- |
| 2010 | Самади Сендехас          | Гадкий утёнок                      |
| 2010 | Габриэла Каррильо        | Мой грех                           |
| 2010 | Малильяни Марин          | Пока деньги не разлучат нас        |
| 2011 | Фатима Торре             | Я твоя хозяйка                     |
| 2011 | Кристина Масон           | Полная любви                       |
| 2011 | Тельма Мадригаль         | Дневники супружества               |
| 2012 | Алехандра Гарсия         | Счастливая семья                   |
| 2012 | Лаура Кармайн            | Не с тобой, не без тебя            |
| 2012 | Кармен Ауб               | Надежда сердца                     |
| 2013 | Кассандра Санчес Наварро | Корона слёз                        |
| 2013 | Эсмеральная Пиментел     | Бездна страсти                     |
| 2013 | София Кастро             | Кусочек неба                       |
| 2013 | Таня Лисардо             | Убежище для любви                  |
| 2016 | Эла Вальден              | Итальянка собирается замуж         |
| 2016 | Ана Паула Мартинес       | Лучше умереть, чем быть как Личита |
| 2016 | Эдса Рамирес             | Соседка                            |
| 2016 | Ирина Баева              | Страсть и власть                   |
| 2016 | Джессика Декот           | Ловушки любви''                    |
| 2017 | Барбара Лопес            | Вино любви                         |
| 2017 | Алехандра Роблес Хиль    | Без следа                          |
| 2017 | Джессика Сегура          | Сердце которое лжёт                |
| 2017 | Мишель Гонсалес          | Кандидатка                         |
| 2017 | Рехина Бландон           | Отель секретом                     |

## Рекорды и достижения
- Актриса, имеющая самое большое количество номинаций (2):
  - Анхелика Ривера
- Самая молодая победительница в номинации:
  - Самади Сендехас — 14 лет
- Самая молодая номинантка на премию:
  - Ана Паула Мартинес — 9 лет
- Самая старшая победительница в номинации:
  - Монтсеррат Оливье — 35 лет
- Самая старшая номинантка на премию (54 года):
  - Джина Моретт — 41 год
- Актрисы, победившие в номинации за одну и ту же роль:
  - Тали́я (Пятнадцатилетняя, 1988) и Ана Лаевска (Первая любовь[исп.], 2001)
- Актрисы, победившие в номинации, несмотря на то, что играли главную отрицательную роль:
  - Анна Сильветти (Страстная Исабела, 1985)
  - Эльвира Монсель[исп.] (Любовь в тишине[исп.], 1989)
  - Ана Кольчеро[исп.] (Дикое сердце, 1994)
- Актрисы, номинированные на премию, несмотря на то, что играли главную отрицательную роль:
  - Шанталь Андере[исп.] (Сладкое желание, 1990)
  - Алехандра Прокуна (Пепел и алмазы[исп.], 1991)
  - Паулина Рубио (Потанцуй со мной[исп.], 1993)
  - Ники Монделлини (Мария Мерседес, 1993)
  - Клаудия Сильва (Начать сначала[исп.], 1995)
  - Нора Салинас[исп.] (Лучшие школьные друзья[исп.], 1997)
  - Эухенио Каудуро[исп.] (Однажды у нас вырастут крылья, 1998)
  - Арасели Арамбула (Мечтательницы[исп.], 1999)
  - Лили Горет[исп.] (Клянусь, что люблю[исп.], 2009)
  - Малильяни Марин[исп.] (Пока деньги не разлучат нас[исп.], 2010)
  - Кармен Ауб[исп.] (Надежда сердца[исп.], 2012)
- Актрисы-иностранки, победившие в номинации:
  - Анна Сильветти — Испания
  - Сабин Муссье — Германия
  - Барбара Мори — Уругвай
  - Ана Лаевска — Украина
  - Лаура Кармайн[исп.] — Пуэрто-Рико